# سانو-زاکورا
سانُو-زاکورا (به ژاپنی: 佐野桜 サノザクラ Sano-zakura) نام علمی بر اساس کتاب ساکورای ژاپن
(Cerasus jamasakura 'Sanozakura' Ohwi) نام یک نوع درخت ساکورای باغی است. نام‌گذاری این درخت ساکورا در سال ۱۹۵۶ میلادی بوده‌است. حاشیهٔ گلبرگ‌های آن مدور است و اشکال مختلفی دارد. طول درخت به ۱۰ متر می‌رسد و از نوع غیر‌افشان است.
- تعداد گلبرگ: ۱۰-۲۰ عدد
- رنگ:صورتی کمرنگ
- قطر گل: ۳٫۲ تا ۴٫۲ سانتیمتر
- زمان گل‌دهی:اوایل ماه آوریل
- محل نمونه:باغ گیاه‌شناسی جنگل تاما

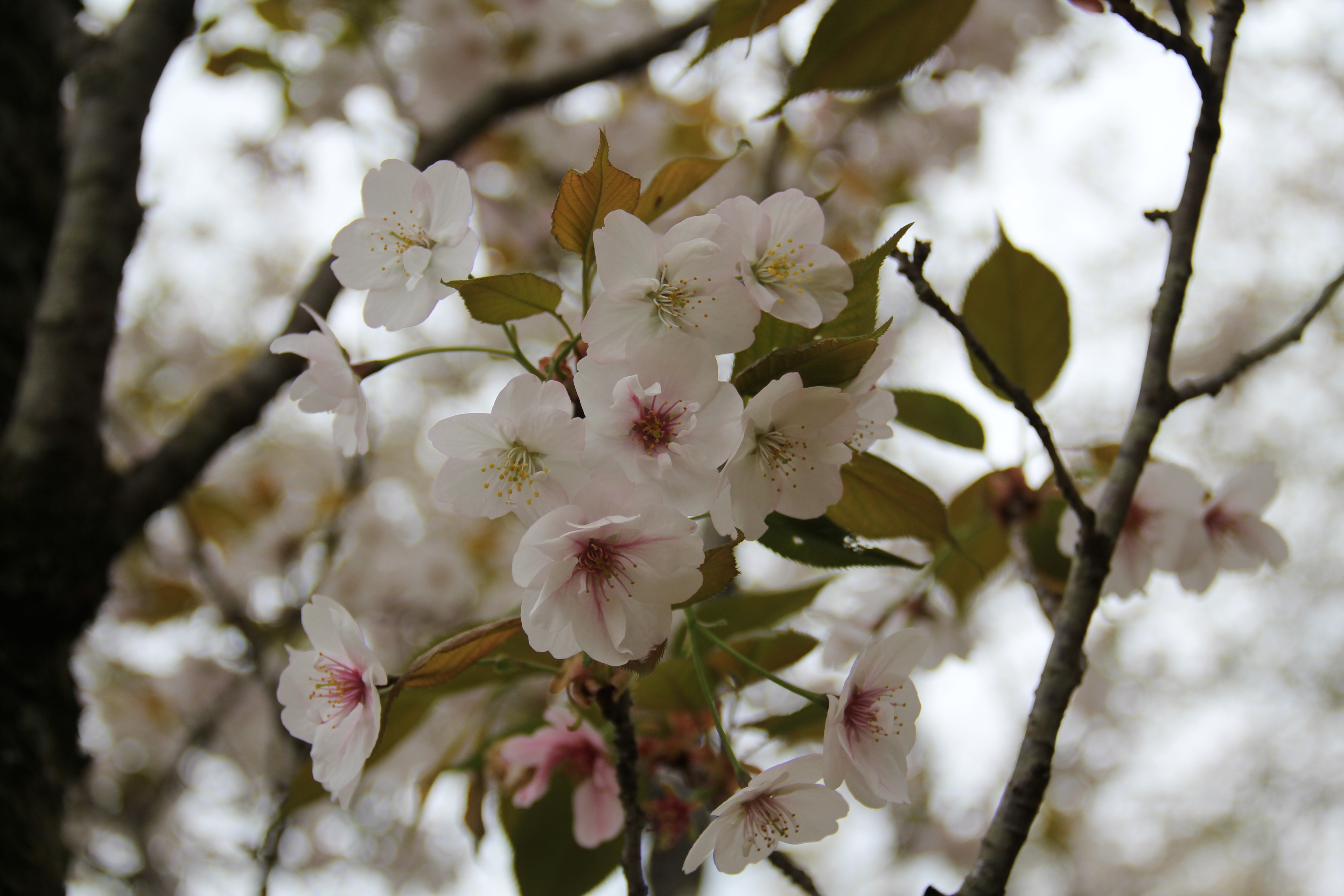
شکوفه‌های سانو-زاکورا